# Klosterprozesse
Bajo el término Klosterprozesse («Procesos de los conventos») o en el lenguaje nazi Sittlichkeitsprozesse gegen Ordensangehörige und Priester («Procesos de decencia contra miembros de órdenes y curas»), se reúnen una serie de procesos judiciales realizadas en el Tercer Reich en contra de curas, monjes y legos católicos y miembros de la Bündische Jugend («Juventud federal»), bajo la acusación de homosexualidad y abuso de menores. El primero de este tipo de procesos comenzó en 1935. El punto álgido fue la ola de persecuciones de 1938, cuando varios miles de curas y miembros de órdenes religiosas fueron detenidos y juzgados en varios juicios públicos.

## Antecedentes
En abril de 1935 comenzaron las pesquisas, inicialmente en instituciones pertenecientes a los Hermanos Franciscanos de la Santa Cruz en Waldbreitbach. Los hermanos de Waldbreitbach formaban una congregación lega que atendían a hombres discapacitados y enfermos mentales, además de mantener instituciones para niños huérfanos, hospitales y cuidado de enfermos a domicilio. En este sentido, se comenzó una investigación por delito contra el artículo 175, «indecencia entre hombres».
Aparte de la fiscalía del estado, la Gestapo también comenzó a investigar con un Sonderkommando en el proceso. Aunque jurídicamente actuaban bajo el estatus de «funcionarios asistentes de la fiscalía del estado», el Sonderkommando tenía mucho más personal y posibilidades técnicas que la fiscalía, rechazaba las directrices del fiscal de forma abierta y se consideraban «dueños del proceso». La reivindicaron de su jurisdicción sobre el proceso se manifestaba en un departamento específico para la homosexualidad dentro de la policía política; responsable era el Departamento especial Homosexualidad.
Las investigaciones desembocaron en otoño de 1935 en los llamados Devisenprozesse («Juicios de las divisas»), en los que se juzgaron transferencias ilegales de dinero al extranjero realizadas por comunidades religiosas, extendiéndose a varias otras. Poco después, en junio de 1935, las autoridades judiciales denunciaron a más religiosos y a clero secular, aprovechando la modificación del artículo 175 del código penal, que ahora convertía en delito todo aquello que «de forma objetiva [...] daña el sentido del pundonor público y de forma subjetiva [tenga] intención lujuriosa de despertar la sensualidad de uno de los dos hombres o de un tercero.» Además se aplicó en parte el artículo 174c, «abuso de pupilos», ya que los afectados eran también niños acogidos y pupilos de las residencias.

## Juicios
Los juicios se realizaron en las audiencias provinciales de Bonn y Coblenza. El inicio de 35 días de procesos fue el juicio contra el hermano Leovigildo de Waldbreitenbach ante la audiencia de Coblenza, el 26 de marzo de 1936. Los procesos se interrumpieron durante los juegos olímpicos de verano de Berlín, en agosto de 1936, continuando posteriormente. Hasta finales de 1937, el fiscal especial de Coblenza, puesto creado específicamente para estos procesos, estaba investigando o había concluido la investigación de 2500 delitos. La mayoría de los casos fueron descartados durante la investigación por «falta de pruebas, minucias, prescripción o una amnistía de seis meses de agosto de 1934». Unos pocos casos jurídicos poco claros fueron cerrados años después. En julio de 1937 se interrumpió la serie de juicios sin causa aparente.
En total, de unos 2500 casos, se abrieron 250 juicios penales, de los que 40 acabaron con absolución o sobreseimiento. 64 sacerdotes que habían confesado y 170 miembros de órdenes religiosas fueron castigados, en su mayoría, con penas de privación de libertad entre uno y dos años. Los procesos no se realizaron ante tribunales especiales nazis, NS-Sondergerichten, sino ante audiencias provinciales ordinarias. Las condenas por los artículos 174 y 175 parecían ser, según Hockerts, «en cualquier caso aceptables desde el punto de vista jurídico». En la pastoral de la conferencia episcopal de Fulda de agosto de 1936, «el episcopado alemán había declarado de forma oficial y pública que la Iglesia no levantba ninguna protesta contra los procesos de Coblenza», pero, a su vez, rechazaba la propaganda que los nazis realizaban en contra de la Iglesia en general.
El gran número de condenas se generó según Hockerts «debido a una rara acumulación de actos homosexuales en unas pocas congregaciones legas»; en concreto, 54 hermanos de Waldbreitenbach, 46 alexianos de Colonia, 22 hermanos de la misericordia de Montabaur, 16 alexianos de Neuss y 12 hermanos de la misericordia de Tréveris. Los condenados, en su mayoría, también fueron juzgados por el derecho eclesiástico. La Iglesia expulsó a 35 hermanos de la comunidad de Waldbreitenbach; la comunidad fue disuelta por orden del obispo de Tréveris en 1937.
En algunos casos, los condenados tras cumplir la pena, los acusados tras la liberación de la detención preventiva y los absueltos eran retenidos por la Gestapo (Schutzhaft) y enviados a campos de concentración.
En la encíclica Mit brennender Sorge de marzo de 1937, el papa Pío XI condenó «las desviaciones entre fe y vida» de determinados miembros de la Iglesia, protestando a su vez contra el uso de los juicios por la propaganda nazi. Algunos impresores fueron detenidos por la publicación de la encíclica. Se llegó a juicios contra personas que habían distribuido el texto papal. Se prohibió el discurso público; así, por ejemplo, el jesuita Rupert Mayer fue condenado a reclusión en campo de concentración, donde murió, por hablar públicamente sobre la encíclica.

## Propaganda nazi
Las actuaciones de la Gestapo en los procesos y los juicios mismos fueron acompañados por la prensa nazi y representados públicamente en todo detalle, de forma humillante y generalizando. Por ejemplo, el oficial de las SS y jefe de la policía de Düsseldorf, Fritz Weitzel, publicó una serie completa de artículos injuriosos provenientes del periódico Rheinischen Landeszeitung sobre religiosos católicos, jesuitas, palotinos, franciscanos y otros, que eran denunciados públicamente por homosexualidad, delitos de divisas, reparto de textos marxistas, actos de indecencia, traición, etc. El libro llevaba el título An ihren Taten sollt ihr sie erkennen! («¡Por sus actos los conoceréis!»), un juego de palabras con la frase bíblica «Por sus frutos los conoceréis».
El apogeo de la propaganda nazi fue el 28 de marzo de 1937, con el discurso de Joseph Goebbels en la Deutschlandhalle en Berlín, retransmitido por todas las cadenas de radio y publicado al día siguiente con el título «Letzte Warnung!» («¡Último aviso!») en todos los periódicos del Reich. Según el ministro de propaganda, miles de religiosos habrían «destruido moralmente de forma planificada a miles de niños y enfermos». Goebbels calificó a los religiosos de «violadores de niños brutales y sin escrúpulos» y exigió que «esta peste sexual [tiene que ser] extirpada de raíz». Se mostró agradecido y feliz de que Hitler «como aclamado protector de la juventud alemana [actuara] en contra de los corruptores y envenenadores del alma nacional».
Como consecuencia de esta indignante supuesta falta de responsabilidad de los obispos, Goebbels negó a la Iglesia católica el derecho moral a criticar al régimen nazi y a la educación de niños y jóvenes. Con ello se han nombrado dos objetivos políticos fundamentales de los procesos judiciales. A través de la propaganda, la Iglesia católica debía ser desacreditada y los clérigos en general debían ser representados como depravados y pervertidores de menores. A largo plazo, el objetivo de los nazis era la desaparición de las escuelas confesionales, o incluso impedir toda participación eclesiástica en la educación y las escuelas, ambas garantizadas en el Reichskonkordat de 1933.